# Walter Wislicenus

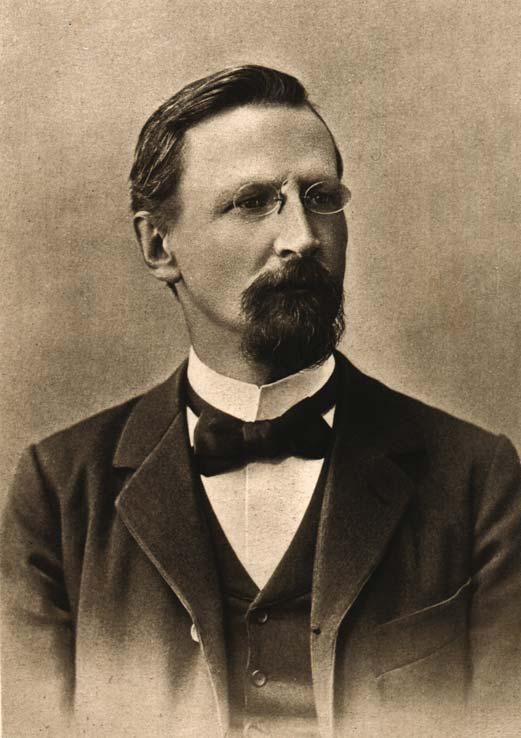
Walter Friedrich Wislicenus

Walter Friedrich Wislicenus (ur. 5 listopada 1859 w Halberstadt, zm. 3 października 1905) – niemiecki astronom. 

## Życiorys
Urodził się 5 listopada 1859 w Halberstadt jako syn Adolfa Timotheusa Wislicenusa (1806-1883) i jego drugiej żony Helene Charlotte z domu Menzzer (zm. 1911). Studiował astronomię na Uniwersytecie w Lipsku i Strasburgu. Tytuł doktora uzyskał w 1886 roku; w swojej dysertacji doktorskiej jako pierwszy podał właściwą wartość okresu obrotu Marsa. W 1889 został privatdozentem. Wykładał na Uniwersytecie w Strasburgu od 1888 roku. Od 1897 profesor nadzwyczajny astronomii. Poza wykładami na uczelni prowadził działalność popularyzującą naukę, dawał wykłady poza uczelnią dla szerokiej publiczności. Był redaktorem pierwszych sześciu tomów Astronomischer Jahresbericht.
Żonaty z Elisabeth Dreyer, miał troje dzieci: 
- Otto Adolf Wislicenus, inżynier (ur. 20 października 1896 w Strasburgu, zm. w lipcu 1985 w Plainfield)
- Helene Selma po mężu Habach (ur. 18 marca 1898, zm. ?)
- Georg Friedrich Wislicenus (ur. 27 sierpnia 1903, zm. 2 kwietnia 1988), inżynier, profesor na Uniwersytecie Johnsa Hopkinsa[3].

Zmarł 3 października 1905 na dur brzuszny, w wieku niespełna 46 lat.
Krater na Marsie i planetoida (4588) Wislicenus zostały nazwane na jego cześć.

## Wybrane prace
- Beitrag zur Bestimmung der Rotationszeit des Planeten Mars (Inaugural-Dissertation Strassburg), Braunsche Hofdruckerei, Karlsruhe 1886
- Untersuchungen über den absoluten persönlichen Fehler bei Durchgangsbeobachtungen, W. Engelmann, Leipzig 1888
- Handbuch der geographischen Ortsbestimmung auf Reisen, W. Engelmann, Leipzig 1891
- Astronomische Chronologie. Ein Hülfsbuch für Historiker, Archäologen und Astronomen, B.G. Teubner, Leipzig 1895
- Ueber die Herausgabe eines Astronomischen Jahresberichts.  Vierteljahrsschrift Astron Ges 33, 257 (1898)
- Astrophysik; die Beschaffenheit d. Himmelskörper. Leipzig: G.J. Göschen'sche Verlagshandlung, 1899
- Der Kalender in gemeinverständlicher Darstellung. Leipzig: B.G. Teubner, 1905